# Дигрис, Леопольдас
Леопольдас Миколас Дигрис (лит. Leopoldas Mykolas Digrys; 8 сентября 1934, Каунас — 19 января 2025, Вильнюс) — советский и литовский органист, пианист и педагог. Народный артист Литовской ССР (1983), лауреат Государственной премии Литовской ССР (1973), лауреат Национальной премии Литвы по культуре и искусству (2015).

## Биография
Брат скрипача Эдуардаса Дигриса. В 1952—1957 годах учился в Московской государственной консерватории имени П. И. Чайковского (класс фортепиано Г. Р. Гинзбурга, класс органа А. Ф. Гедике). В 1960 году окончил аспирантуру по классу фортепиано (Г. Р. Гинзбург), в 1961 году — по классу органа (Л. И. Ройзман). В 1960—2001 годах преподавал в Литовской консерватории (с 1992 года Литовская музыкальная академия); профессор (1983). В 1969 и 1976 годах стажировался в Академии музыкальных искусств в Праге у Й. Рейнбергера. Был членом жюри международных конкурсов органистов в Литве и за рубежом. Провёл свыше двух тысяч концертов органной музыки (произведений классических и современных композиторов).
Автор книги „Kaip groti vargonais“ («Как играть на органе»; 1998).
Гастролировал в Финляндии, Швеции, Швейцарии, Норвегии, Дании, Бельгии, Франции, Германии, Чехии, Словакии, Израиле. Участник международных фестивалей в Венеции, Зальцбурге, Равенне, Гёттингене, Бремене, Лейпциге, Тель-Авиве и других городах.
Стал инициатором восстановления подготовки органистов в консерватории с 1962 года и фестивалей органной музыки в Вильнюсе с 1968 года. По его предложению конкурс пианистов имени М. К. Чюрлёниса в 1968 году был расширен до конкурса пианистов и органистов.
По его инициативе были установлены новые органы в Национальной филармонии Литвы, вильнюсском Кафедральном соборе Святого Станислава и Святого епископа Владислава, костёле Святого Казимира и костёле Святого Креста (бонифратров) в Вильнюсе, в Литовской музыкальной академии. Ученики: Ирена Будрите-Куммер, Гедре Лукшайте-Мразкова, Виргиния Сурвилайте, Балис Вайткус, Бернардас Василяускас.
Умер 19 января 2025 года в Вильнюсе в возрасте 90 лет.

## Награды и звания
- Заслуженный артист Литовской ССР (1968)[3].
- Государственная премия Литовской ССР (1973).
- Народный артист Литовской ССР (1983).
- Статуэтка святого Христофора за заслуги перед Вильнюсом (2003).
- Командорский крест Ордена Великого князя Литовского Гядиминаса (2005).
- Премия Правительства Литвы по культуре и искусству (2008).
- Национальная премия Литвы по культуре и искусству (2015)[2].